# Каменка (Болховский район)
Каменка — посёлок в Болховском районе Орловской области. Входит в состав Новосинецкого сельского поселения. Население — 31 чел. (2010).

## География
Посёлок находится в северной части Орловской области, в лесостепной зоне, в пределах центральной части Среднерусской возвышенности. Расположен на берегу реки Каменка.
Уличная сеть представлена двумя объектами: Восточная улица и Садовая улица.
Географическое положение: в 24 километрах от районного центра — города Болхов, в 30 километрах от областного центра — города Орёл и в 298 километрах от столицы — Москвы.
Часовой пояс
Посёлок Каменка, как и вся Орловская область, находится в часовой зоне МСК (московское время). Смещение применяемого времени относительно UTC составляет +3:00.
Климат близок к умеренно-холодному, количество осадков является значительным, с осадками даже в засушливый месяц. Среднегодовая норма осадков — 627 мм. Среднегодовая температура воздуха в Болховском районе — 5,1 °C.

## Население
Проживают (на 2017—2018 гг.) 35 жителей, 7 чел. — от 7 до 18 лет, 2 чел. — от 18 до 30 лет, 11 чел. — от 30 до 50 лет, 4 чел. — от 50 до 60 лет и 11 чел. — старше 60 лет.
| 2010 |
| ---- |
| 31   |

Гендерный состав
По данным Всероссийской переписи населения 2010 года в гендерной структуре населения мужчины составляют 35,5% (11 чел.), а женщины — 64,5% (20 чел.).

## Достопримечательности
Рядом с посёлком на пересечении дорог 54К-21 и Р-92 напротив стелы "Орловский район" установлен и освящён 4 ноября 2015 года - поклонный крест, на месте крупнейшего сражения в годы Смутного времени, в память о воинах русской рати под предводительством Дмитрия Шуйского, павших 30 апреля – 1 мая 1608 года в битве с войском самозванца Лжедмитрия II. Здесь начало истории изгнания оккупантов народом России».

## Транспорт
Через посёлок проходит автодорога федерального значения Р92.